# Рубин (объектив)

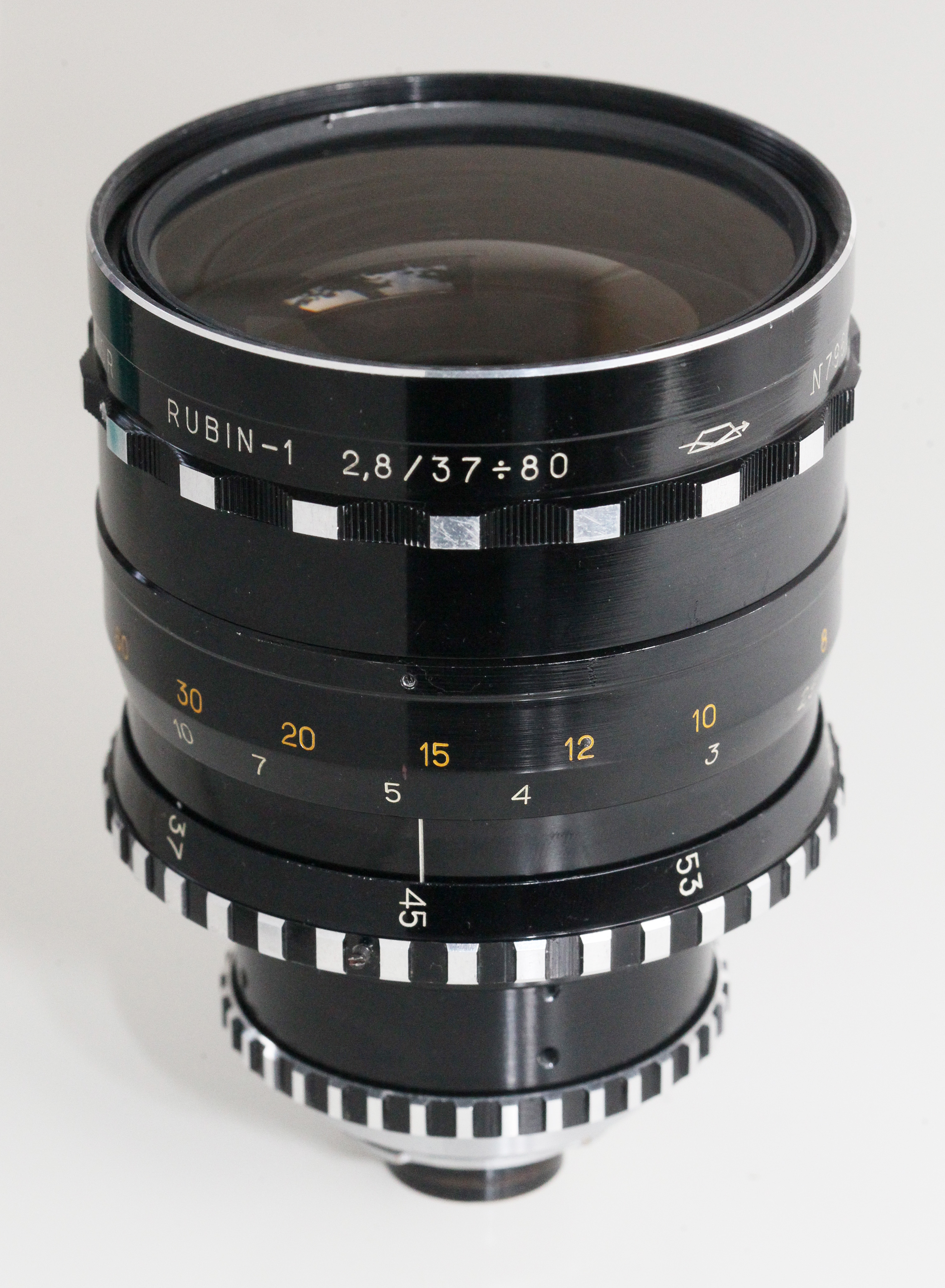
Объектив «Рубин-1Ц» (КМЗ)

Руби́н — название семейства советских фотографических зум-объективов, выпускавшихся для малоформатных однообъективных зеркальных фотоаппаратов на Красногорском механическом заводе и заводе «Арсенал».

## Модели
Наибольшую известность получил первый в СССР панкратический фотообъектив «Рубин-1Ц» 2,8/37~80, созданный для фотоаппаратов семейства «Зенит-4». Объектив спроектирован на основе германского Voigtländer Zoomar, но не является его копией. Оптическая схема и оправа претерпели существенную модернизацию и рассчитаны заново инженерами ГОИ Д. Волосовым и Б. Левитиной. Оба объектива состоят из 14 линз, но в «Рубине» они вместо 5 групп собраны в 11, а диапазон фокусных расстояний незначительно уменьшен.
Фотоаппарат «Зенит-6» комплектовался «Рубином-1», как штатным объективом, а для двух других моделей линейки «Зенит-4» он служил в качестве сменного. В качестве крепления использован байонет Ц, практически полностью идентичный западногерманскому байонету Декеля DKL, за исключением увеличенного рабочего отрезка. «Рубин-1» оснащался прыгающей диафрагмой, которая закрывалась до рабочего значения перед срабатыванием затвора, а открывалась при его взводе. Более универсальная версия объектива под названием «Рубин-1А» также разработана в ГОИ, но серийно не выпускалась. Объективы «Рубин-2» и «Рубин-2 Автомат» 3,5/45~80 выпускались на заводе «Арсенал», а прототип носил название «Гранит-2 Автомат». Объективы предназначались для фотоаппаратов «Киев-10» и «Киев-15» с байонетом «Киев-Автомат».
| Объектив        | Фокусное расстояние | Светосила | Байонет (фотоаппарат)               |
| --------------- | ------------------- | --------- | ----------------------------------- |
| Рубин-1Ц        | 37 — 80             | 2,8       | Байонет Ц Зенит-4, Зенит-5, Зенит-6 |
| Рубин-1А        | 37 — 75             | 2,8       | Сменный хвостовик тип «А»           |
| Рубин-2         | 45 — 80             | 3,5       | Серийно не выпускался               |
| Рубин-2 Автомат | 45 — 80             | 3,5       | Байонет «Автомат» Киев-10, Киев-15  |